# Риццони, Александр Антонович
Алекса́ндр Анто́нович Риццо́ни (23 января [4 февраля] 1836, Рига, Российская империя — 16 (29) апреля 1902, Рим, Королевство Италия) — остзейский и русский живописец-жанрист, сторонник академизма, заметная фигура русской диаспоры в Риме времён рисорджименто и «прекрасной эпохи», известный картинами на сюжеты из итальянского быта; младший брат и ученик Павла Риццони, друг и корреспондент мецената Павла Третьякова. Академик (с 1866) и профессор (с 1868) Императорской Академии художеств.

## Биография

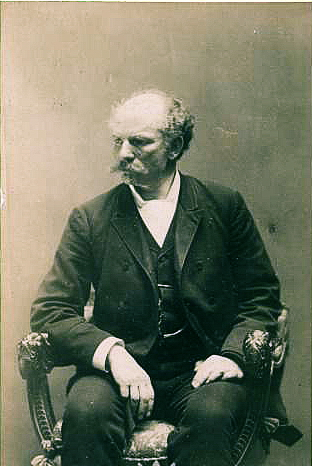
А. А. Риццони. Фотография 1890-х годов. РГАЛИ

Александр Антонович Риццони, брат академика живописи Павла Антоновича Риццони (1822–1913), родился в 1836 году. Получив начальное образование в рижском уездном училище и первое знакомство с рисованием и живописью от своего брата, в 1852 году поступил в ученики Императорской Академии художеств, где состоял учеником профессора-баталиста Богдана Виллевальде.
В 1857 году был удостоен малой серебряной медали за картину «Корчма» и большой серебряной за картину «Итальянский шарманщик в корчме». В том же году сделал за собственный счет поездку в Италию и Францию. Картина «Жиды-контрабандисты» (в Государственном Русском музее) доставила ему в 1859 году малую золотую медаль.
После того он путешествовал в Испанию и Бельгию, неоднократно посещал прибалтийские губернии, и в 1862 году, за картину: «Аукцион в лифляндской деревне», получил большую золотую медаль и право на шестилетнее пребывание в чужих краях в качестве пенсионера академии.
Совершенствовался четыре года в Париже и особенно в Риме, причем, ещё больше, чем прежде, пристрастился к писанию миниатюрных, тщательно оконченных картин, для которых сюжеты стал брать из жизни высшего католического духовенства и монахов, из римского народного быта и из нравов тамошних евреев, помещая изображенные сцены по большой части в закрытых помещениях, каковы кабинеты прелатов, монастырские рефектории, трактиры, синагоги и тому подобное.
Восемь картинок подобного рода, привезенных в Санкт-Петербург в 1866 году, доставили Риццони звание академика и продление срока пребывания за казенный счет в чужих краях. В 1868 году, за новые произведения в том же роде, академия возвела Риццони в профессоры. По истечении срока своего пенсионерства, он окончательно поселился в Риме, где жил до самой смерти, но не разрывая связи с Санкт-Петербургом.
Из многочисленных картин Риццони, отличающихся хорошим рисунком, характерностью выведенных на сцену типов, прекрасной передачей костюмов и комнатной обстановки, удивительной тонкостью письма, но страдающих цветистостью колорита и излишней прилизанностью, достойны внимания в особенности: «Римская таверна» (в Русском музее, в Санкт-Петербурге), «Трапеза капуцинов» (приобретена Козьмой Солдатенковым, в Москве), «Выход кардинала из церкви» (у него же), «Синагога» (у него же), «Ризница в монастыре картезианцев» (в Аничковом дворце, в Санкт-Петербурге), «Совет кардиналов» (у наследников Д. П. Боткина, в Москве), «Чтение талмуда» (в Третьяковской галерее, в Москве), «Квартет дилетантов», «Посещение кардиналом церкви Сант-Онофрио-аль-Джаниколо, в Риме» и некоторые другие.
Окончил жизнь самоубийством в Риме, в 1902 году. Похоронен по православному обряду на Некатолическом кладбище в Тестаччо.

## Оценка творчества
Александра Риццони, имевшего итальянское происхождение и прожившего большую часть жизни в Италии, Павел Третьяков тем не менее восприминимал как русского мастера.
|                                                                      | …Ваши картинки прелестны, дай Вам Бог продолжать такие шаги вперед, какой Вы прошедший год сделали. Вот тогда мы поговорили бы с неверующими. |
| П. М. Третьяков — А. А. Риццони, письмо от 18 февраля (2 марта) 1865 | |

Риццони сотрудничал с Павлом Третьяковым, помогая в формировании его коллекции, был посредником К. Т. Солдатёнкова в приобретении картин русских художников, живших за границей.
|               | Если бы не собирательская деятельность таких меценатов, как Третьяков, Солдатёнков, Прянишников, то русским художникам некому было бы продать свои картины, хоть в Неву их бросай. |
| А. А. Риццони | |

|              | …Из живых в настоящее время — А. А. Риццони писал, пока был в России, такие все характерные и оригинальные вещи, как «Жиды-контрабандисты», «Продажа с публичного торга в лифляндской деревне», «Чтение талмуда», «Квартет дилетантов»; в Италии он не утратил, конечно, всей своей прелести и тонкости, но поплатился оригинальностью и характерностью: его «Сакристии», «Кардиналы», «Рефектории», «Итальянский аптекарь» и прочие не могут уже итти в сравнение с прежними оригинальными созданиями. |
| В. В. Стасов | |

|              | Ничего русского в его работах не было, — и в эпоху 60-х годов на него смотрели как на аристократа, проводящую весёлую жизнь за границей. Значение Риццони совершенно ничтожно, не столько потому, что его сюжеты анекдотичны и грубы, сколько по отсутствию серьёзной техники и знания рисунка. |
| П. П. Гнедич | |

|                                            | Риццони сроднился с миловидным, с идиллией, положив все силы своего таланта на возможно добросовестную работу. Результат этой честной и, во всяком случае, «невредной» деятельности собрал ему кружок почитателей в иной среде руководителей, которую я именно бы назвал средою по преимуществу долга чести и труда. |
| М. А. Врубель — С. И. Мамонтову, 1902 год. | |

## Интересные факты
- Весной 1990 года картина А. А. Риццони «Итальянская лавочка», вместе с другими одиннадцатью полотнами, была украдена из Серпуховского историко-художественного музея. Спустя двадцать лет, картина была обнаружена в одной из московских частных художественных галерей и возвращена музею[15][16][17].

## Галерея

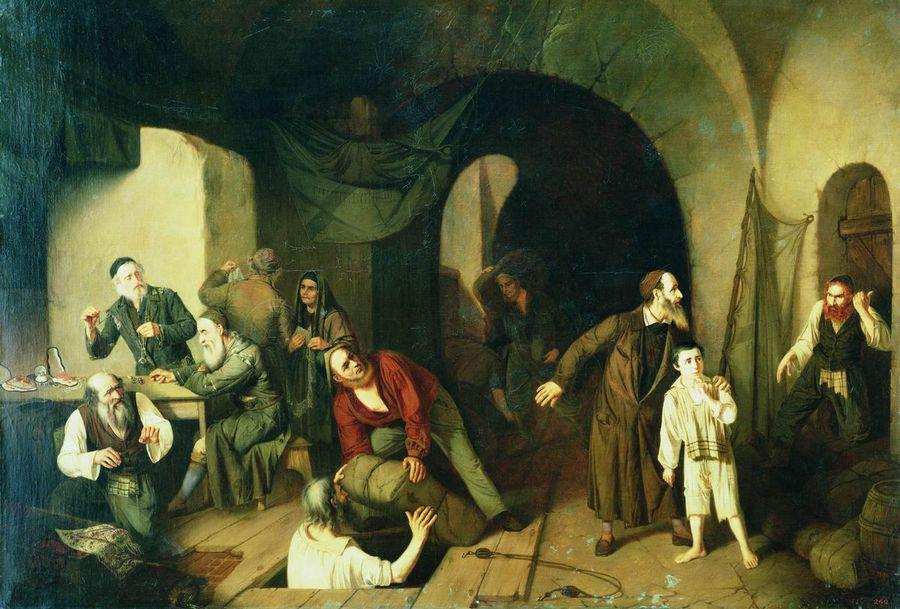
«Жиды-контрабандисты», 1860, холст, масло — Русский музей
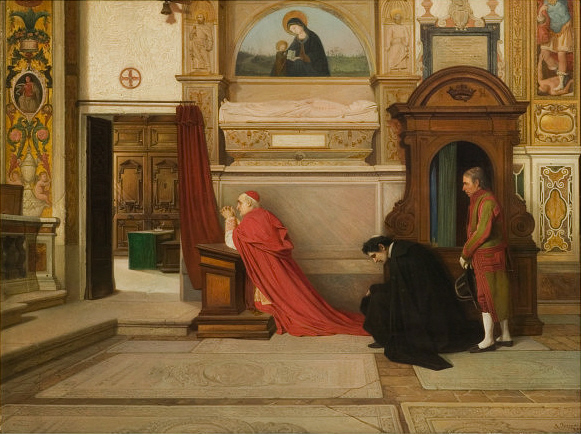
«Посещение кардиналом церкви Сант-Онофрио-аль-Джаниколо, в Риме», 1872, доска, масло — Музей Виктории и Альберта, Лондон.
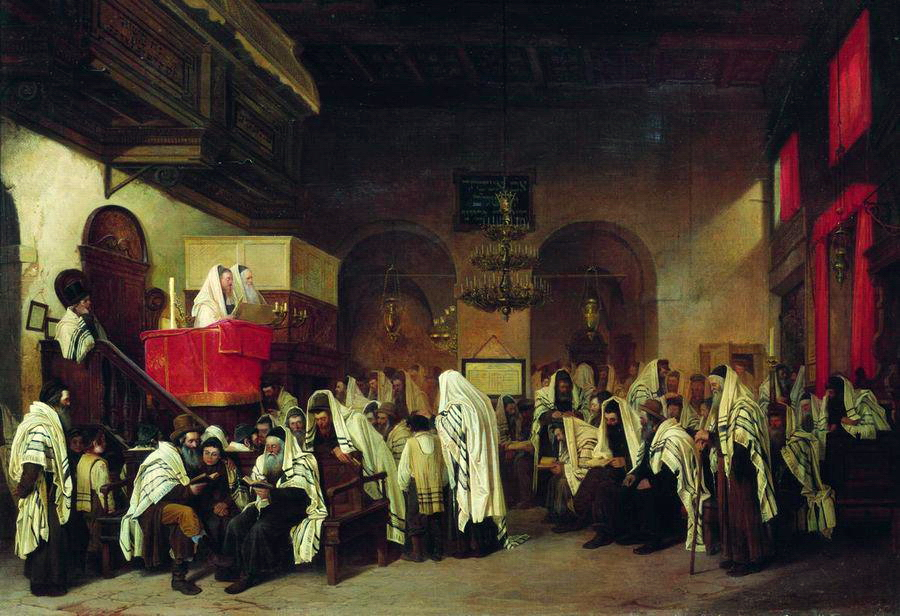
«В синагоге», 1867, холст, масло — Третьяковская галерея.
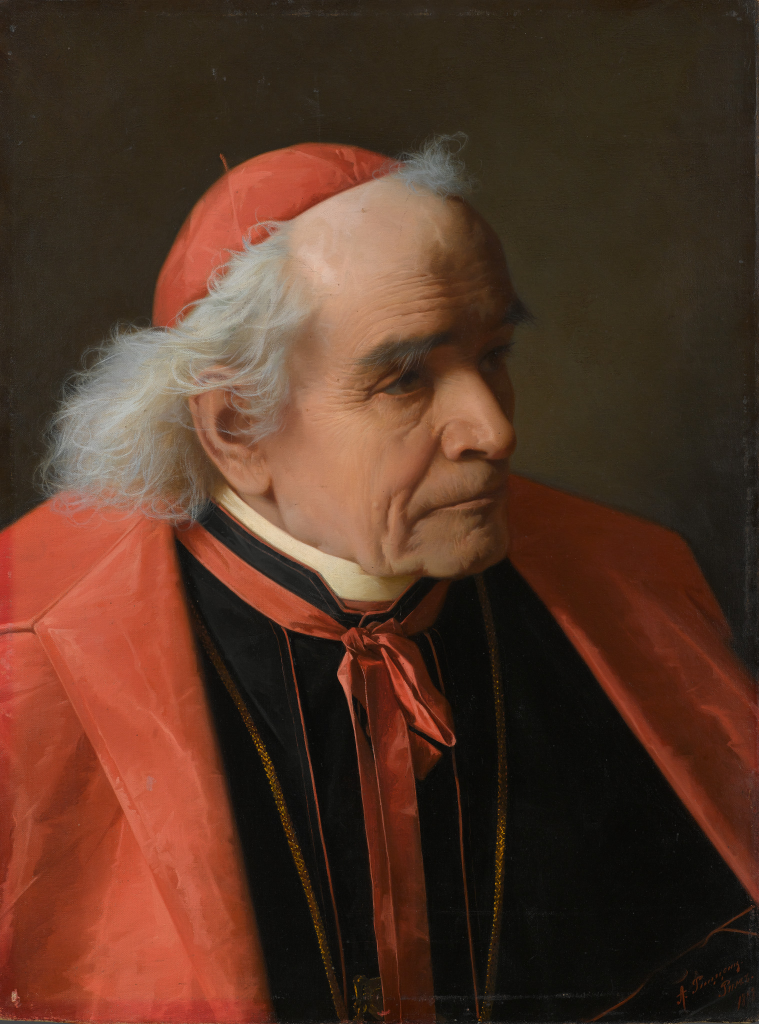
«Голова кардинала», 1898, холст, масло — Третьяковская галерея.
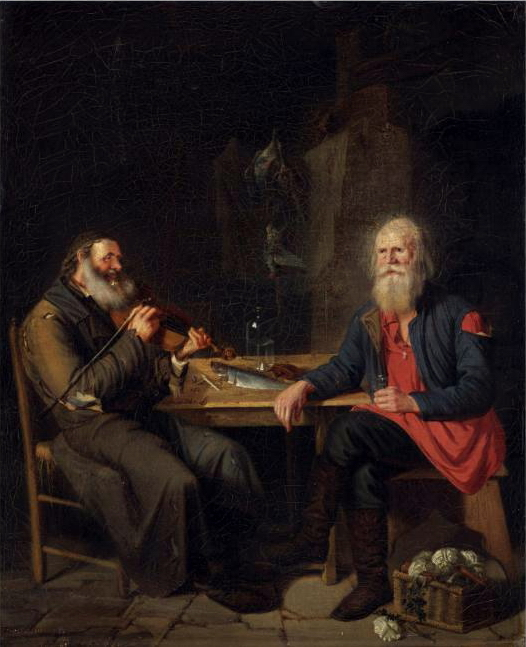
«Еврей-скрипач», 1890-е, холст, масло — частное собрание.
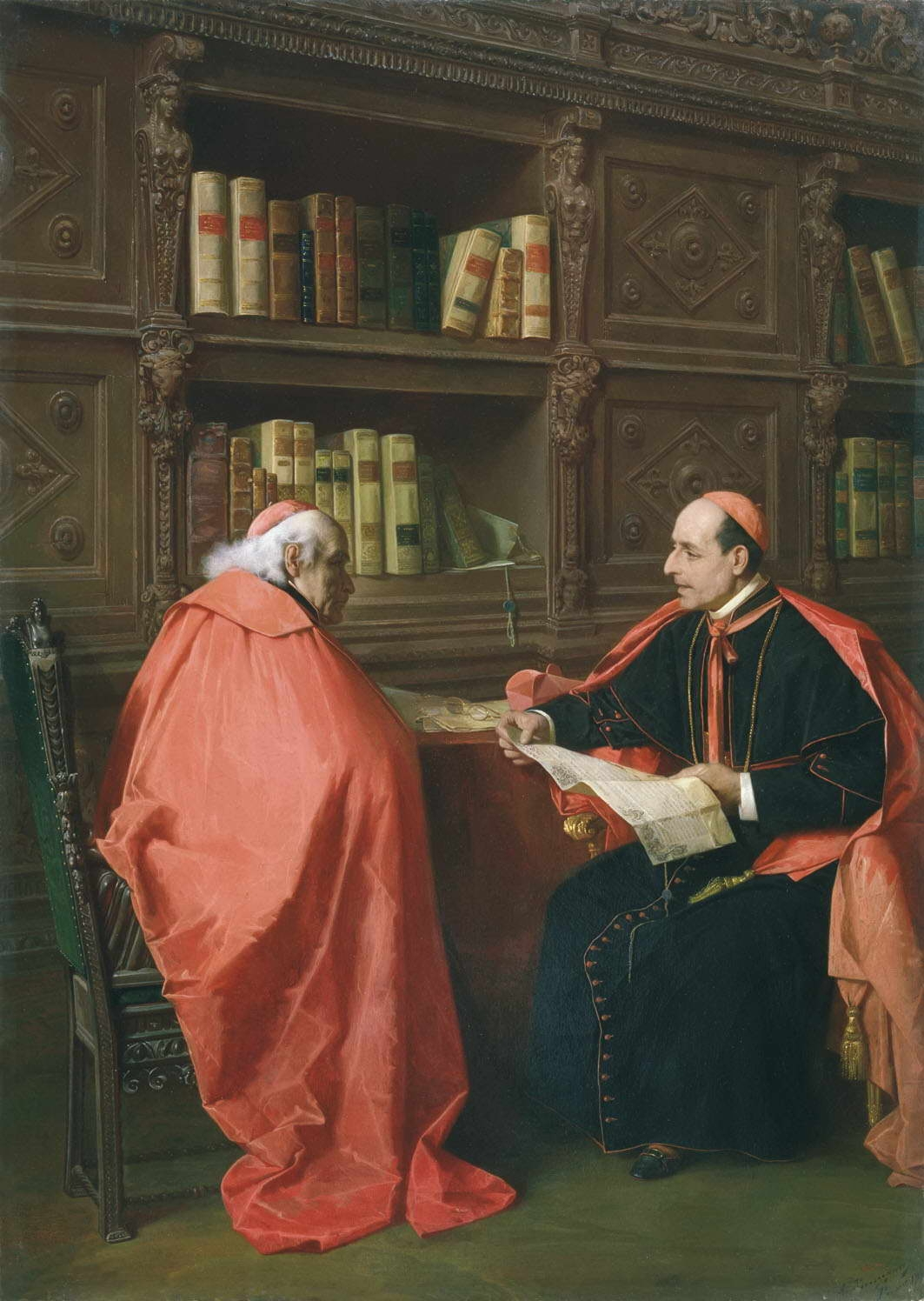
«Совещание кардиналов», 1900, холст, масло — Русский музей.
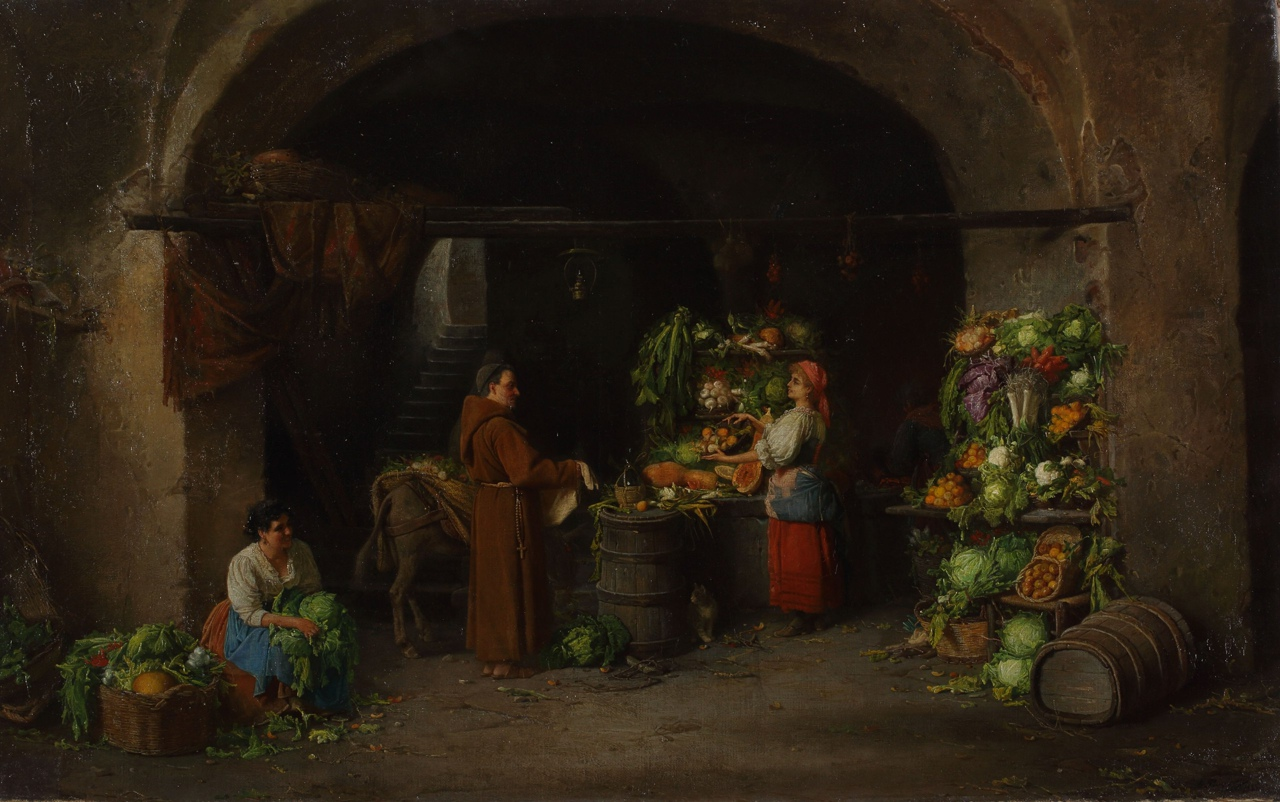
«Капуцин собирает на монастырь в римской овощной лавке», 1895, холст, масло — Художественная галерея, Пермь

## Комментарии
1. ↑  Находилась к собрании картин Солдатёнкова. В 1926 году была передана в Минск. Во время Великой Отечественной войны была вывезена из Минска гитлеровцами и сейчас числится в списках утрат.
2. 1 2  В статье для журнала «Мир искусства» за июнь 1901 года, посвященной приобретению картин Риццони Музеем императора Александра III, Альфред Нурок объявил Риццони самым худшим из всех современных художников. Якобы не выдержав травли, художник застрелился.